# Якоби, Беннет
Беннет Джозеф «Джо» Якоби (родился 26 сентября 1969 года в Вашингтоне, округ Колумбия) — бывший американский слалом каноист. Принимал участие в соревнованиях по гребному слалому с середины 1980-х до середины 2000-х годов. Принимал участие в соревнованиях на двух летних Олимпийских играх. На Олимпиаде в Барселоне в 1992 году в дисциплине С-2 завоевал золотую медаль.

## Биография
В молодости Беннет занимался греблей на реке Потомак. Его таланты раскрылись в соревнованиях на международной арене. Он принимал участие в соревнованиях по гребле в двадцати странах, включая Австралию, Чехию, Коста-Рику, Чили, США. В США Якоби выигрывал в дисциплине С-2 национальный чемпионат в течение пяти лет подряд (1988—1992), занимал второе место в общем зачете в дисциплине С-1.
Якоби был членом сборной команды Соединенных Штатов на Олимпиаде в Барселоне в 1992 году. Там он соревновался в дисциплине С2. Он и его партнер Скотт Страусбах завоевали золотую медаль, первую в американской истории в гребле на каноэ-двойке.
В возрасте 34 лет Якоби участвовал в Олимпиаде 2004 года в Афинах. Якоби и его напарник Тейлор заняли в финале 6-е место в дисциплине С2.
В 2010 году Якоби стал главным исполнительным директором компании USA Canoe/Kayak.
В дальнейшем Якоби работал аналитиком NBC, освещая спортивные события на соревнованиях по каноэ на летних Олимпийских играх 2008.
Беннет Якоби женат, имеет дочь, Сэу Якоби.